# Aussichtsturm Chaumont
Der Aussichtsturm Chaumont (französisch: Tour panoramique de Chaumont) ist einer der ältesten Aussichtstürme aus Beton und befindet sich neben der Bergstation der Standseilbahn La Coudre–Chaumont zum Berg Chaumont (Funiculaire de Chaumont) oberhalb der Stadt Neuenburg in der Schweiz. 
Der vom Architekten Arthur Bura und dem Ingenieur Arthur Studer entworfene filigrane Stahlbeton-Turm aus dem Jahr 1912 weist als Besonderheit auf, dass der Zugang zum Teil über eine lange schräge Rampe aus Stahlfachwerkkonstruktion erfolgt.
Über ein Drehkreuz (Eintritt CHF 1.–) mit nachfolgenden schrägen Steg zum Turm und 56 Treppenstufen erreicht man die Plattform in 10 Meter Höhe. Der Aussichtsturm mit Antenne ist ca. 20 Meter hoch.
Vom Parkplatz oder von der Endstation der Standseilbahn erreicht man den Aussichtsturm in 2–3 Minuten.

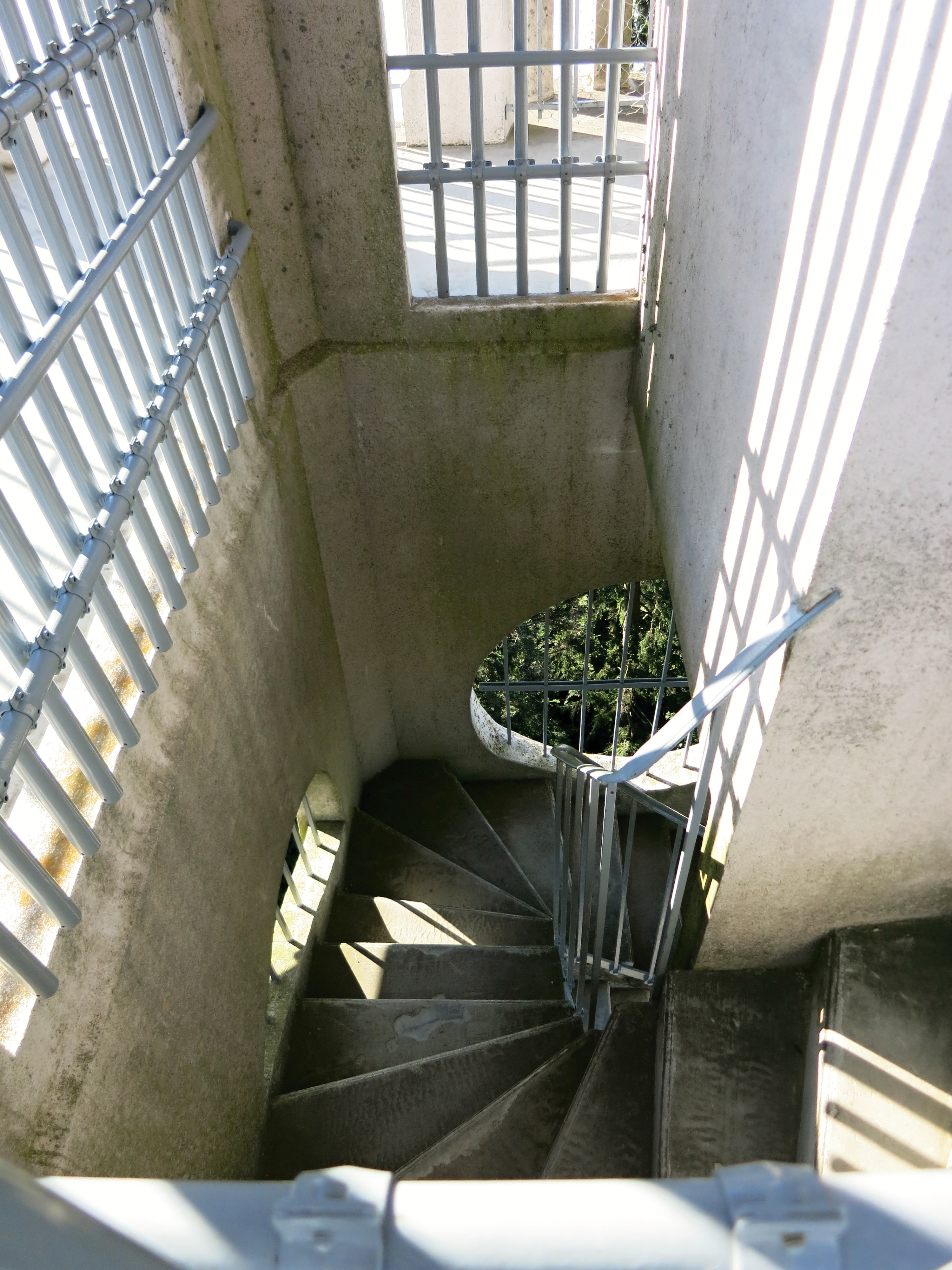
Treppen
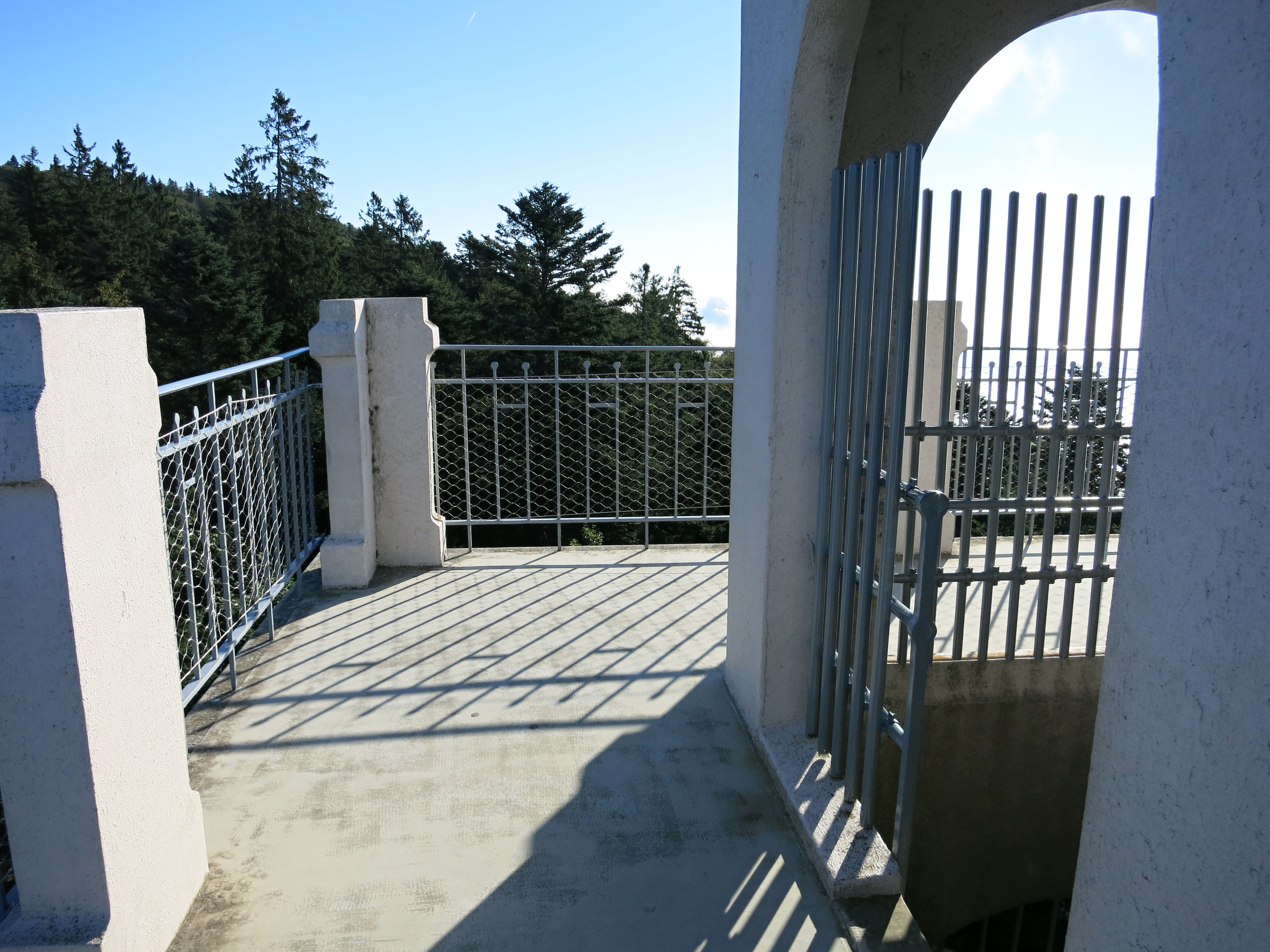
Aussichtsplattform
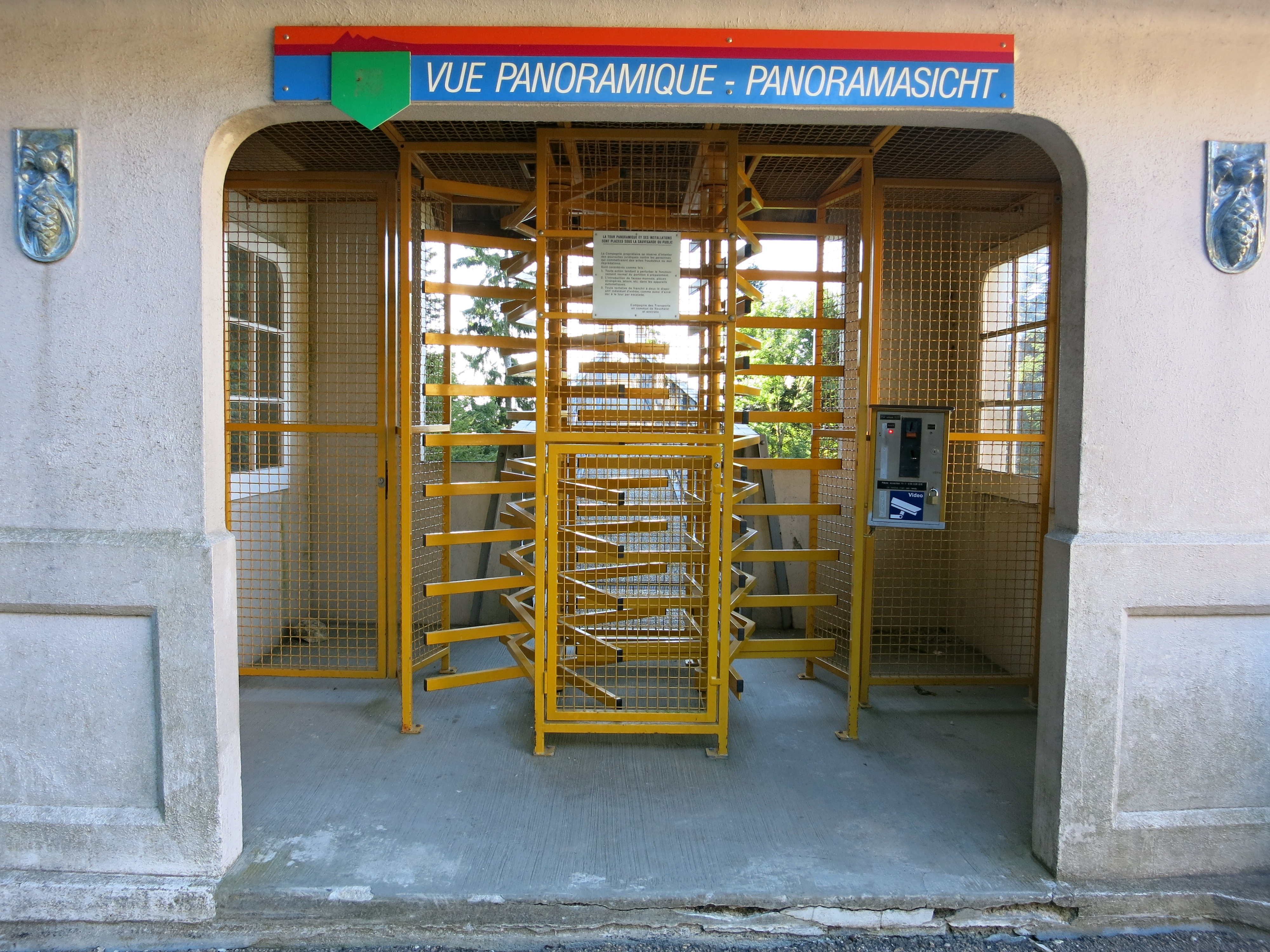
Eingang mit Kasse

Der Turm steht unter Denkmalschutz, im mittleren Denkmalschutzstatus von regionaler Bedeutung.